# Wayne C. Davis II
Pour les articles homonymes, voir Wayne Davis et Davis.
Wayne Courtney Davis II (né le 22 août 1991 à Raleigh) est un athlète trinidadien, spécialiste du 110 m haies. Né aux États-Unis, il a opté ultérieurement pour représenter Trinité-et-Tobago.
Le 13 mai 2012, il porte son record à 13 s 37 à Manhattan, tandis qu'il a un record de 13 s 18 sur les haies de 91,4 cm battu à Ostrava en 2007 (où il est médaille d'or des Championnats du monde jeunesse) et le record du monde junior en 13 s 08 obtenu à Port-d'Espagne en 2009. Son record sur les haies hautes est de 13 s 20, obtenu à Fayetteville en 2014.